# Астаксантин
Астаксантин — кетокаротиноїд у групі хімічних сполук, відомих як терпени. Астаксантин є метаболітом зеаксантину та кантаксантина, що містить як гідроксильну, так і кетонну функціональні групи. Це жиророзчинний пігмент із властивостями червоного фарбування, які є результатом розширеного ланцюга кон'югованих (перемінних подвійних і одинарних) подвійних зв'язків у центрі сполуки.
Астаксантин виробляється природним шляхом у прісноводних мікроводорості Haematococcus pluvialis та дріжджовому грибі Xanthophyllomyces dendrorhous (також відомому як Phaffia rhodozyma). Коли водорості відчувають стрес через брак поживних речовин, підвищену солоність або надмірне сонячне світло, вони виробляють астаксантин. Тварини, які харчуються водоростями, такі як лосось, червона форель, червоний морський лящ, фламінго та ракоподібні (креветки, криль, краби, омари та раки), згодом відображають червоно-помаранчеву пігментацію астаксантину.
Астаксантин використовується як дієтична добавка для споживання людьми, тваринами та аквакультурою. Астаксантин із водоростей, синтетичних і бактеріальних джерел загалом визнано безпечним у Сполучених Штатах. Управління з контролю за продуктами й ліками США схвалило астаксантин як харчовий барвник (або барвну добавку) для спеціального використання в кормах для тварин і риб. Європейська комісія розглядає його як харчовий барвник з номером E E161j. Європейське агентство з безпеки харчових продуктів встановило прийнятну добову норму споживання 0,2 мг на кг маси тіла станом на 2019 рік Астаксантин і астаксантин диметилдисукцинат як харчові барвники заборонено використовувати лише в кормах для лососевих риб.

## Природні джерела

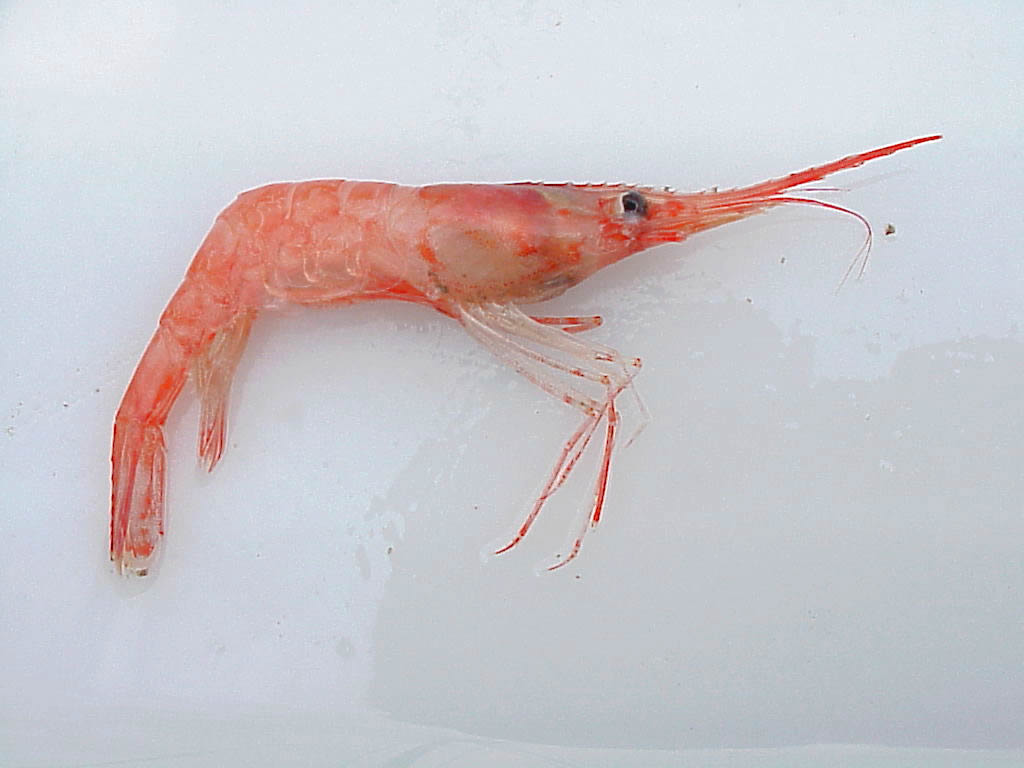
Панцир і більш дрібні частини тканин Pandalus borealis (арктичної креветки) забарвлені в червоний колір астаксантином і використовуються та продаються як екстракційне джерело астаксантину.

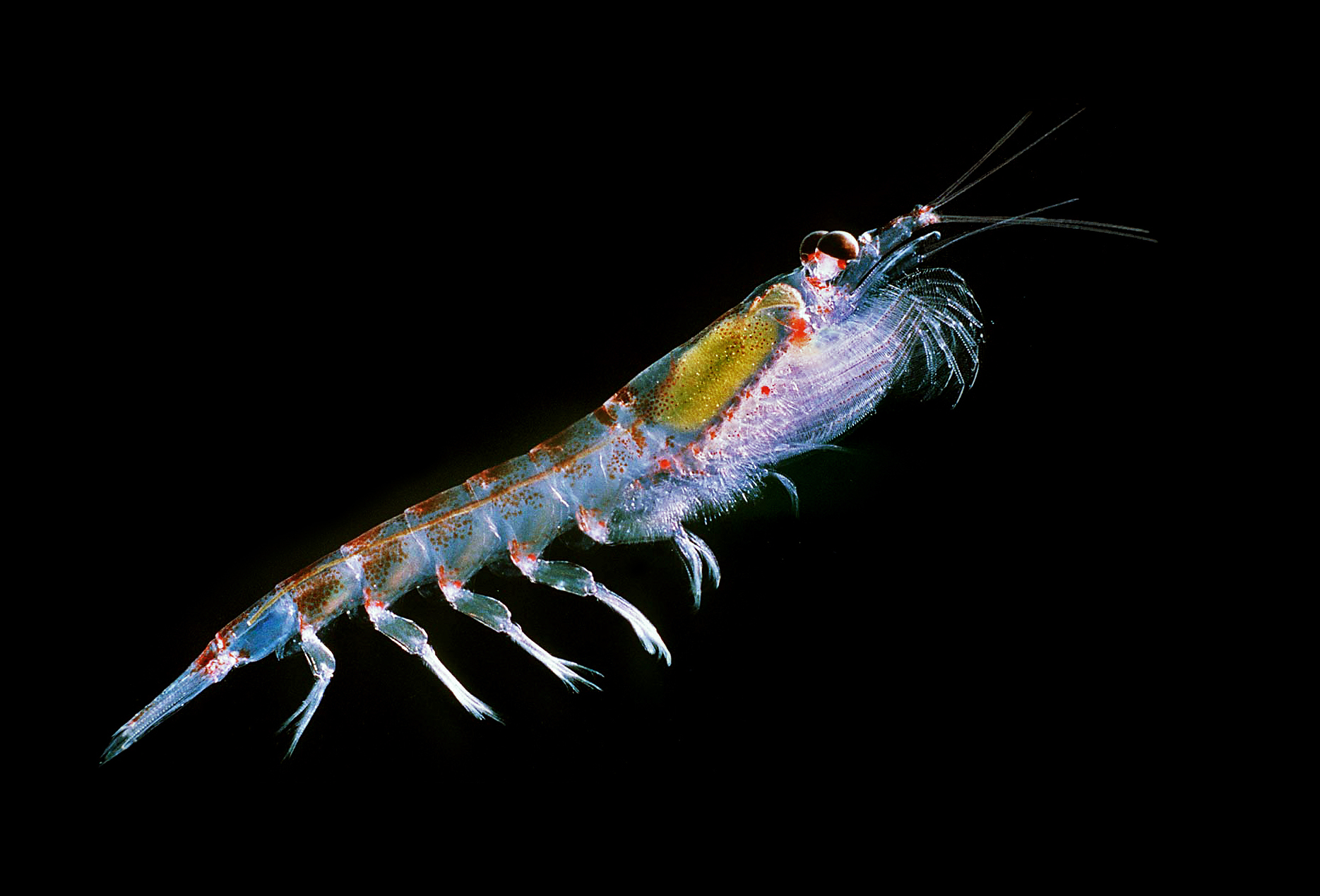
Криль також використовується як джерело астаксантину.

Астаксантин присутній у більшості водних організмів червоного кольору. Зміст варіюється від виду до виду, а також від особини до особини, оскільки сильно залежить від раціону та умов життя. Астаксантин та інші хімічно споріднені аста-каротиноїди також були виявлені у ряду видів лишайників арктичної зони.
Основними природними джерелами для промислового виробництва астаксантину є:
- Euphausia pacifica(інші мови) (тихоокеанський криль)
- Euphausia superba(інші мови) (антарктичний криль)
- Haematococcus pluvialis (водорості)
- Pandalus borealis(інші мови) (арктична креветка)
- Xanthophyllomyces dendrorhous(інші мови), раніше Phaffia rhodozyma(інші мови) (дріжджі)

Концентрації астаксантину в природі становлять приблизно: 
| Джерело                        | Концентрація астаксантина (ppm) |
| ------------------------------ | ------------------------------- |
| Лососеві                       | ~ 5                             |
| Планктон                       | ~ 60                            |
| Кріль                          | ~ 120                           |
| Арктична креветка (P borealis) | ~ 1200                          |
| Дріжджі Phaffia                | ~ 10 000                        |
| Haematococcus pluvialis        | ~ 40 000                        |

Водорості є основним природним джерелом астаксантину у водному харчовому ланцюзі. Мікроводорості Haematococcus pluvialis, здається, накопичують найвищі рівні астаксантину в природі і в даний час є основним промисловим джерелом для природного виробництва астаксантину, де з одного кг сухої біомаси можна отримати більше 40 г астаксантину.  Haematococcus pluvialis має виробничу перевагу в тому, що популяція подвоюється щотижня, а це означає, що збільшення масштабів не є проблемою. Зокрема, мікроводорості вирощуються в дві фази. По-перше, в зеленій фазі клітинам дається велика кількість поживних речовин, щоб сприяти розмноженню клітин. У наступній червоній фазі клітини позбавляються поживних речовин і піддаються інтенсивному сонячному світлу, щоб викликати енцистацію (каротогенез), під час якої клітини виробляють високий рівень астаксантину як захисного механізму від стресу навколишнього середовища. Клітини, з їх високою концентрацією астаксантину, потім збираються
Дріжджі Phaffia Xanthophyllomyces dendrorhous проявляє 100 % вільний, неетерифікований астаксантин, що вважається вигідним, оскільки він легко всмоктується і не потребує гідролізу в травному тракті риби.  На відміну від синтетичних і бактеріальних джерел астаксантину, дріжджові джерела астаксантину складаються в основному з (3R, 3'R)-форми, важливого джерела астаксантину в природі. Нарешті, геометричний ізомер, all-E, вище в дріжджових джерелах астаксантину, в порівнянні з синтетичними джерелами.
У молюсків астаксантин майже виключно зосереджений в раковинах, лише з невеликою кількістю в самій м'якоті, і більша його частина стає видимою тільки під час приготування, оскільки пігмент відокремлюється від денатурованих білків, які інакше зв'язують його. Астаксантин добувають з Euphausia superba (антарктичний криль) і з відходів переробки креветок. 12 000 фунтів вологих панцирів креветок можуть дати 6–8 галонів суміші астаксантин/тригліцеридної олії.

## Біосинтез
Біосинтез астаксантину починається з трьох молекул ізопентенілпірофосфату (IPP) і однієї молекули диметилалілпірофосфату (DMAPP), які поєднуються ізомеразою IPP і перетворюються на геранілгеранілпірофосфат (GGPP) за допомогою GGPP-синтази. Потім дві молекули GGPP з'єднуються фітоенсинтазою з утворенням фітоєну. Далі фітоєндесатураза створює чотири подвійні зв'язки в молекулі фітоєну з утворенням лікопену. Після десатурації лікопенциклаза спочатку утворює γ-каротин шляхом перетворення одного з ψ ациклічних кінців лікопену на β-кільце, потім згодом перетворює інший у β-каротин. З β-каротину гідролази (сині) відповідають за включення двох 3-гідроксигруп, а кетолази (зелені) — за додавання двох 4-кетогруп, утворюючи кілька проміжних молекул, доки не буде отримано кінцеву молекулу, астаксантин.

## Синтетичні джерела
Структура астаксантину шляхом синтезу була описана в 1975 році Майже весь комерційно доступний астаксантин для аквакультури виробляється синтетично, з річним оборотом понад 200 доларів США мільйонів і ціною продажу приблизно 5000–6000 доларів США за кілограм станом на липень 2012 року.  Ринок виріс до понад 500 доларів мільйонів до 2016 року та, як очікується, продовжуватиме зростати разом із галуззю аквакультури .
Відкрито ефективний синтез з ізофорону, цис-3-метил-2-пентен-4-ин-1-ол і симетричного С10-діальдегіду, який використовується в промисловому виробництві. Він об'єднує ці хімічні речовини разом за допомогою етинілювання, а потім реакції Віттіга. Два еквіваленти правильного іліду в поєднанні з відповідним діальдегідом у розчиннику метанолу, етанолу або їх суміші дають астаксантин з виходом до 88 %.

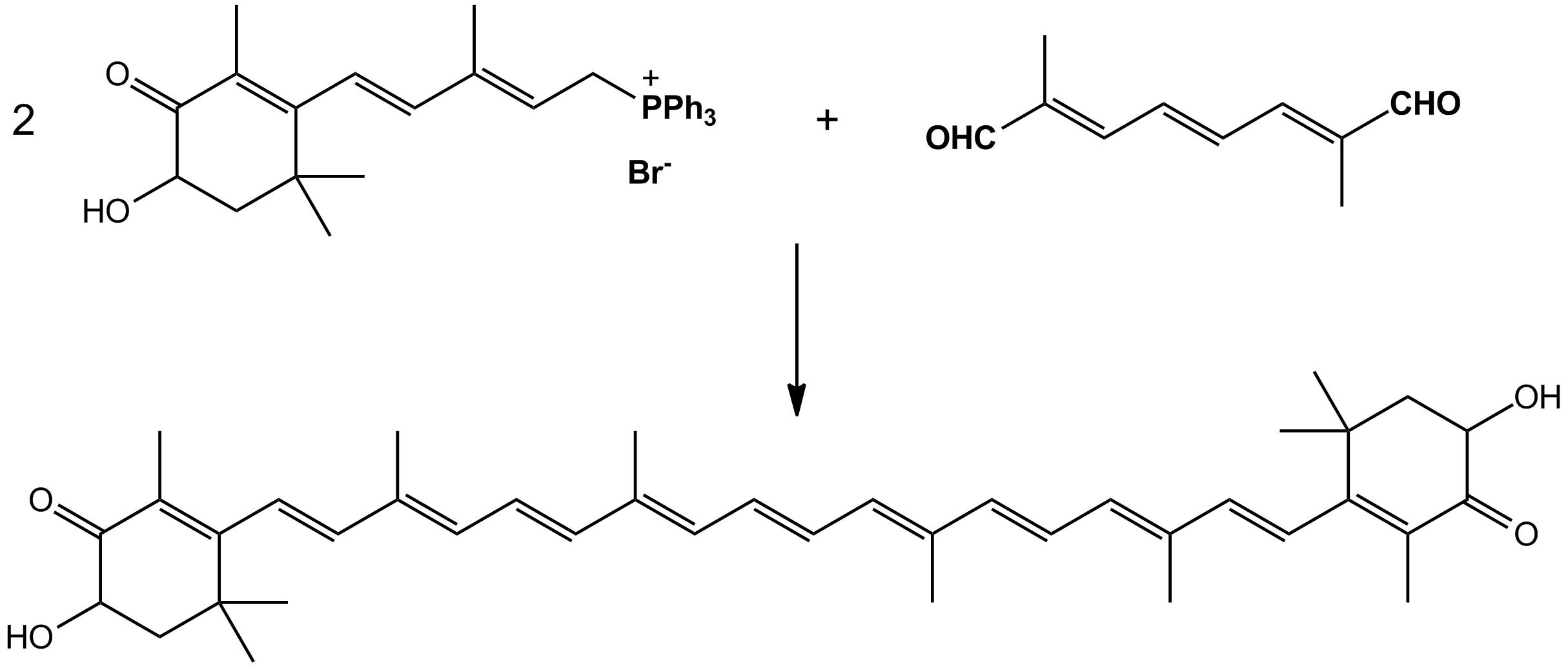

Вартість видобутку астаксантину, висока ринкова ціна і відсутність ефективних систем виробництва бродіння в поєднанні з тонкощами хімічного синтезу перешкоджають його комерційному розвитку. Метаболічна інженерія бактерій (Escherichia coli) забезпечує ефективне виробництво астаксантину з бета-каротину через зеаксантин або кантаксантин.

## Структура

### Стереоізомери
На додаток до структурних ізомерних конфігурацій, астаксантин також містить два хіральні центри в 3- і ′ -позиціях, що призводить до трьох унікальних стереоізомерів (3R, ′ і 3R,3'S мезо і 3S,3'S). Хоча всі три стереоізомери присутні в природі, відносний розподіл значно відрізняється від одного організму до іншого. Синтетичний астаксантин містить суміш всіх трьох стереоізомерів, приблизно в пропорціях 1:2:1.

### Етерифікація
Астаксантин існує у двох переважаючих формах: неетерифікованій (дріжджі, синтетичні) або етерифікованій (водорості) з різною довжиною частинок жирних кислот, склад яких залежить від вихідного організму, а також умов росту. Астаксантин, який згодовують лососю для покращення забарвлення м'яса, знаходиться в неестерифікованій формі Переважання доказів підтверджує деетерифікацію жирних кислот із молекули астаксантину в кишечнику до або одночасно з абсорбцією, що призводить до кровообігу та тканин. відкладення неетерифікованого астаксантину. Європейське агентство з безпеки харчових продуктів (EFSA) опублікувало науковий висновок щодо подібного каротиноїду ксантофілу, лютеїну, в якому зазначено, що «після проходження через шлунково-кишковий тракт та/або поглинання ефіри лютеїну гідролізуються, щоб знову утворити вільний лютеїн». Хоча можна припустити, що неетерифікований астаксантин буде більш біодоступним, ніж етерифікований астаксантин, через додаткові ферментативні етапи в кишечнику, необхідні для гідролізу компонентів жирних кислот, кілька досліджень показують, що біодоступність більше залежить від рецептури, ніж від конфігурації.

## Використання

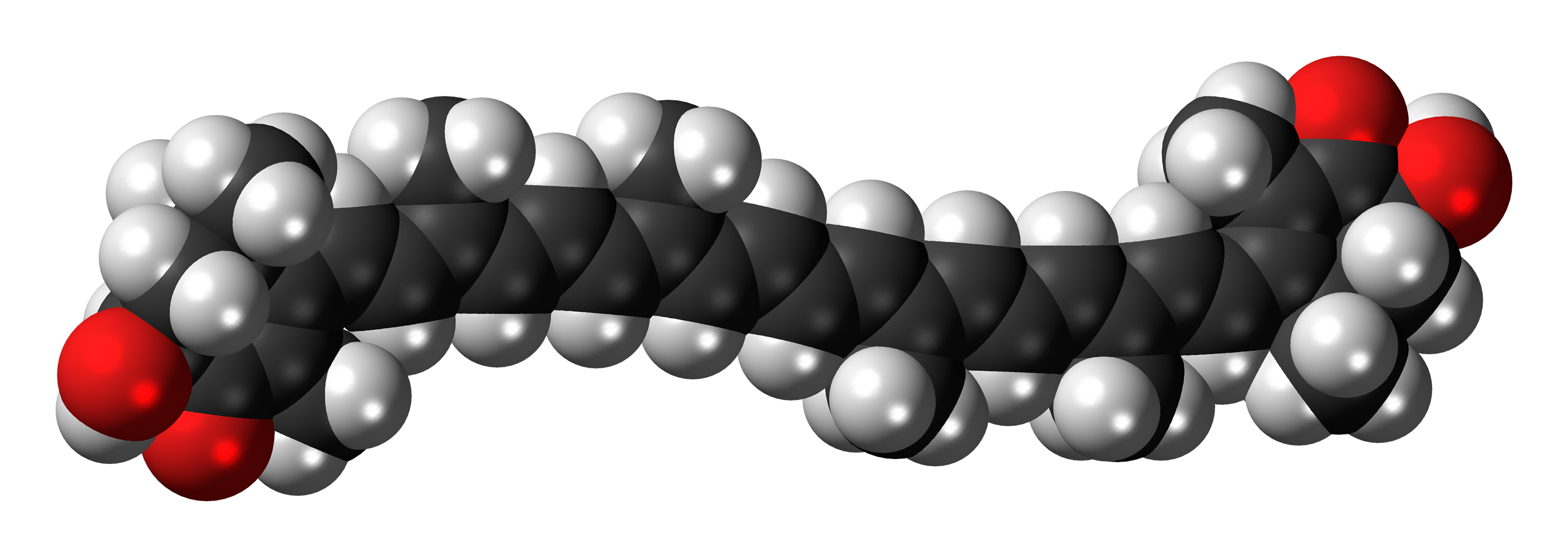
Астаксантин-3D-заповнення Заповнює простір модель молекули астаксантину, каротиноїду, який забезпечує червоний колір м'яса лосося та молюсків.

Астаксантин використовується як харчова добавка та кормова добавка як харчовий барвник для лосося, крабів, креветок, курчат і виробництва яєць.

### Для морепродуктів і тварин
Основне використання синтетичного астаксантину сьогодні — це кормова добавка для тварин, яка надає колір, включаючи вирощений на фермі лосось і жовтки курячих яєць. Синтетичні каротиноїдні пігменти, забарвлені в жовтий, червоний або помаранчевий колір, складають приблизно 15–25 % вартості виробництва комерційного корму для лосося. У 21 столітті більшість комерційних астаксантинів для аквакультури виробляється синтетичним шляхом.
Колективні позови були подані проти деяких великих мереж продуктових магазинів за те, що вони не чітко позначили лосося, обробленого астаксантином, як «доданий колір». Мережі магазинів швидко позначили весь такий лосось як «доданий колір». Судова тяганина тривала щодо позову про відшкодування збитків, але суддя Сіетла відхилив позови, постановивши, що дотримання відповідних харчових законів належить уряду, а не особам.

### Харчова добавка
Основне застосування астаксантину людиною — це дієтична добавка, і це все ще знаходиться на стадії попередніх досліджень. У 2020 році Європейське агентство з безпеки харчових продуктів повідомило, що споживання 8 мг астаксантину на день з харчових добавок є безпечним для дорослих.

## Роль у харчовому ланцюгу
Омари, креветки і деякі краби червоніють при варінні, тому що астаксантин, який був пов'язаний з білком в панцирі, стає вільним, коли білок денатурується і розкручується. Таким чином, звільнений пігмент здатний поглинати світло і виробляти червоний колір.

## Положення
У квітні 2009 року Управління з контролю за якістю харчових продуктів і медикаментів США схвалило астаксантин як добавку до корму для риб лише як компонент стабілізованої суміші кольорових добавок. Суміші фарбувальних добавок для кормів для риб, виготовлені з астаксантином, можуть містити лише ті розчинники, які підходять. Барвні добавки астаксантин, ультрамариновий синій, кантаксантин, синтетичний оксид заліза, борошно з висушених водоростей, борошно та екстракт тагетесу та кукурудзяна олія схвалені для спеціального використання в кормах для тварин. Борошно з водоростей Haematococcus (21 CFR 73.185) і дріжджі Phaffia (21 CFR 73.355) для використання в рибному кормі для фарбування лососевих були додані в 2000 році У Європейському Союзі харчові добавки, що містять астаксантин, отримані з джерел, які не використовувалися як джерела їжі в Європі, підпадають під дію законодавства про нове харчування, EC (№) 258/97. З 1997 року було п'ять нових харчових застосувань щодо продуктів, що містять астаксантин, видобутий з цих нових джерел. У кожному випадку ці застосування були спрощені або суттєві програми еквівалентності, оскільки астаксантин визнаний харчовим компонентом у раціоні ЄС.